# Manfred Paul Dierich
Manfred Paul Dierich (* 20. Juli 1941 in Erfurt) ist ein deutscher Mediziner und Hygieniker.

## Leben
Dierich studierte von 1961 bis 1966 Humanmedizin an der Universität zu Köln und der Universität Wien. Im Vorfeld seiner Approbation absolvierte er seine Famulaturen in Köln, Graz und Ottawa; sein Staatsexamen legte er in Köln ab. 1967 wurde Dierich Stipendiat der Deutschen Forschungsgemeinschaft am Kölner Max-Planck-Institut für Hirnforschung und 1968 mit einer Arbeit über die Verteilung ribonukleolytischer Enzyme in Hirntumoren zum Dr. med. mit magna cum laude promoviert. 1968 bis 1969 war er zunächst als Medizinalassistent und Assistenzarzt in Köln tätig, anschließend als  Assistenzarzt im Röntgen- und Strahleninstitut der AOK Köln. 1970 wechselte er als Wissenschaftlicher Assistent an das Institut für Medizinische Mikrobiologie der Johannes Gutenberg-Universität Mainz, wo er 1972 Assistenzprofessor wurde. Von 1973 bis 1975 war er DFG-Stipendiat an Scripps Clinic and Research Foundation, La Jolla, Kalifornien. 1975 setzte er seine Tätigkeit in Medizinischer Mikrobiologie in Mainz fort. 1977 habilitierte er sich mit einer Schrift über die Wechselwirkung zwischen Fragmenten der dritten Komplementkomponente und besonderen Arealen der Zellmembran und erhielt die Venia legendi für Medizinische Mikrobiologie.
1979 erhielt er einen Ruf als Professor an die Johannes-Gutenberg-Universität Mainz. 1978 wurde er als Facharzt für Medizinische Mikrobiologie und Infektionsepidemiologie anerkannt, 1982 folgte der Facharzt für Labormedizin und 1983 der Facharzt für Hygiene und Mikrobiologie.
1983 erfolgte die Ernennung zum ordentlichen Professor für Hygiene an der Medizinischen Fakultät der Universität Innsbruck, zudem wurde er Direktor des Institutes für Hygiene.
Von 1986 bis 2003 war er Sprecher der Professoren der Medizinischen Fakultät an der Universität Innsbruck und von 1992 bis 1999 Leiter des Lernzentrums für Medizinstudenten in Innsbruck. Von 2002 bis 2003 war Dierich Sprecher der Professoren des Senates der Universität Innsbruck und von 2002 bis 2003 Mitglied des Gründungskonvents der Medizinischen Universität Innsbruck sowie deren Sprecher bis Mitte 2003. Von Oktober 2005 bis 2009 war er Vizerektor für Lehre und Studienangelegenheiten der Medizinischen Universität Innsbruck. Nach der vorzeitigen Absetzung von Rektor Clemens Sorg führte er die Universität als Rektor-Stellvertreter.
Ein 2009 veröffentlichter Prüfbericht des Rechnungshofs kritisierte, dass Dierich sich über Jahre aus eigenem wirtschaftlichen Interesse selbst Aufträge erteilt habe. Im August 2009 klagte die Universität auf Offenlegung der Institutseinnahmen und Herausgabe des erzielten Gewinns.
Mit 31. Dezember 2009 emeritierte Dierich Vorstand des Departements für Hygiene, Mikrobiologie und Sozialmedizin. Danach leitete Dierich mit lse Jenewein die 2001 gegründete ARGE Umwelt-Hygiene GmbH in Innsbruck, welche wie auch das Vorgängerkonstrukt über viele Jahre als Abteilung für Wasseranalytik des von ihm geleiteten Universitätsinstitutes tätig war.

## Auszeichnungen und Mitgliedschaften
Dierich ist in zahlreichen nationalen und internationalen Gremien engagiert. Er erhielt 1998 den Österreichischen Mikrobiologie-Preis und im September 2009 die Medaille des European Complement Network (ECN) für sein Lebenswerk verliehen.
Seit 1962 ist er Mitglied der katholischen Studentenverbindung KDStV Rappoltstein (Straßburg) Köln im CV. Außerdem ist er Mitglied der AV Austria Innsbruck im ÖCV.